# Borgfeld
Borgfeld ist ein Ortsteil von Bremen und gehört zum Bremer Stadtbezirk Ost.

## Geografie
Borgfeld liegt an der Wümme und deren Niederungen im Nordosten von Bremen.
Benachbarte Stadtteile sind im Süden Oberneuland und Horn-Lehe. Im Norden grenzt es an die Gemeinde Lilienthal.
Der Ortsteil Borgfeld gliedert sich in die Bereiche Borgfeld-Ost mit dem alten Ortskern (Kirche, Ortsamt), Borgfeld-West und Katrepel im Süd-Osten des Ortsteiles. Außerhalb der Wümmedeiche liegen im Norden Timmersloh und östliche Teile vom früheren Butendiek.
Borgfeld ist einer von vier Ortsteilen der Stadt Bremen, die aufgrund zu geringer Einwohnerzahl nicht den Status als Stadtteil haben, obwohl sie direkt einem Stadtbezirk zugeordnet sind.

## Geschichte

### Die Namen
Der Name Borchfelde (1235) weist auf eine befestigte Burg an einem Wümmeübergang hin, die wahrscheinlich am Ende der Straße Upper Borg gestanden hat. Das Feld vor der Burg wurde im Mittelalter besiedelt. Katrepel, ein Teil von Borgfeld, könnte soviel heißen wie schlechter Weg oder Katzenpfad. Der Dorfname Warf leitet sich von einem Erdhügel ab. Der Ortsteil Butendiek lag außerhalb (buten) des Wümmedeichs (diek).

### Mittelalter bis 1900

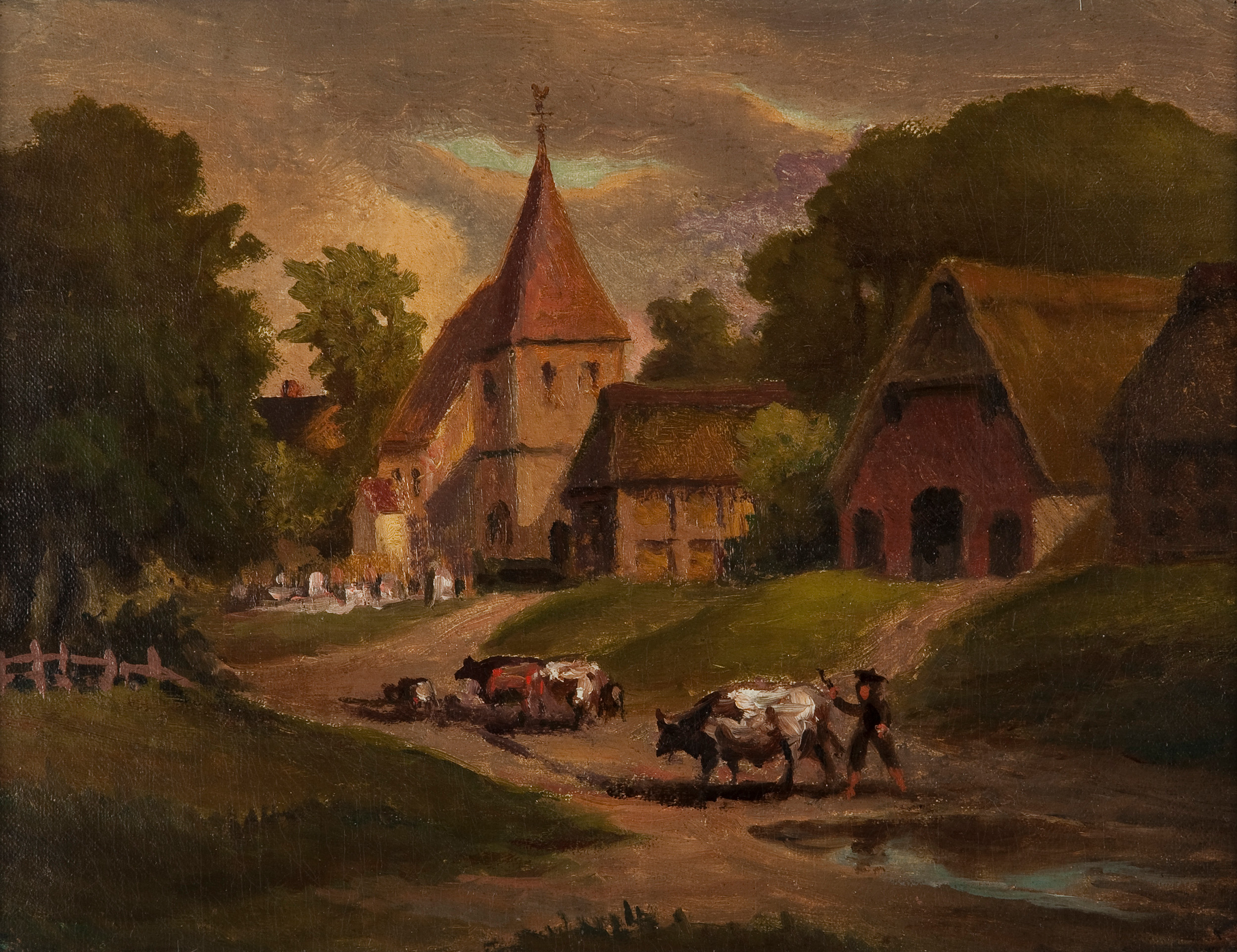
Dorfstraße und Kirche in Borgfeld, Gemälde von Johann Georg Walte, um 1860. Focke-Museum Bremen

Frühe Siedlungen der Chauken in Borgfeld und vermutlich auch in Katrepel sind durch Scherbenfunde aus der Zeit um 900 am Erbrichterweg belegt. Ab 1113 wurde das südlich der Wümme gelegene Gebiet durch Holländer im Auftrage des Erzbischofs entwässert und kultiviert. 1235 wurde Borgfeld und 1278 Katrepel erstmals urkundlich erwähnt. Die frühgotische einschiffige Borgfelder Dorfkirche wurde 1281 (andere Quellen 1384) erstmals erwähnt.
Die Siedlung Warf bestand zunächst nur aus zwei Bauernhöfen. Bis 1383 entwickelte sich ein kleines Reihendorf am Deich, dessen Höfe als Meierhöfe dem Domkapitel zuzurechnen waren. Warf gehörte zur Vogtei Langwedel, dann zum Kirchspiel Borgfeld. 1827 wurden von diesem Gebiet ca. 50 Hektar an Hannover abgetreten. Von Butendiek blieb nur der alte, östliche Ortsteil bei Borgfeld und somit bei Bremen.
Timmersloh war ein Dorf, das sich am Rand des an Wäldern reichen Geestgebietes nördlich von Borgfeld und der Wümme entwickelte und 1545 erstmals genannt wurde. Das Erbgericht und das Kirchspiel lag bei Borgfeld. 1827 gab Bremen einen Teil des Gebietes an das Königreich Hannover ab und erhielt Gebiete zur Entwicklung von Bremerhaven. 1813 hatte das Dorf 90 Einwohner. Eine kleine Freiwillige Feuerwehr konnte sich erhalten. Eine Nebenschule gab es vom 17. Jahrhundert bis 1972. Heute ist hier das Dorfgemeinschaftshaus. Timmersloh ist seit 1946 beim Ortsamt Borgfeld.
Die Gerichtsbarkeit von Borgfeld lag im 14. Jahrhundert bei Hude und dann bei Gröpelingen. Am 24. Mai 1413 erwarb der Bremer Ratsherr und spätere Bürgermeister Hinrich von der Hude zusammen mit Johann Oldenwagen die Hälfte des Dorfes Borgfeld. Der Bremer Rat und die Familie Brand erwarben 1595 in Borgfeld je die Hälfte der Gerichtsbarkeit mit Grund und Boden. 1666 erhielt Bremen die volle territoriale Hoheit über Borgfeld mit den Gebietsteilen Warf, Butendiek, Timmersloh, Verenmoor und Ebbensiek. Katrepel gehört seit 1870 zu Borgfeld. Die Rechte der Brandschen Erben wurden 1810 und 1883 von Bremen abgefunden. Im 17. Jahrhundert fand eine einklassige Schule des Kirchspiels Borgfeld erste Erwähnung. 1772 wurde das erste Schulhaus durch einen Neubau ersetzt, der bis 1956 bei der heutigen Schule stand. 1797 erfolgte der Bau einer Mühle im Gebiet Warf, die aber 1889 abbrannte. Ab 1870 ist Warf Teil der Landgemeinde Borgfeld.

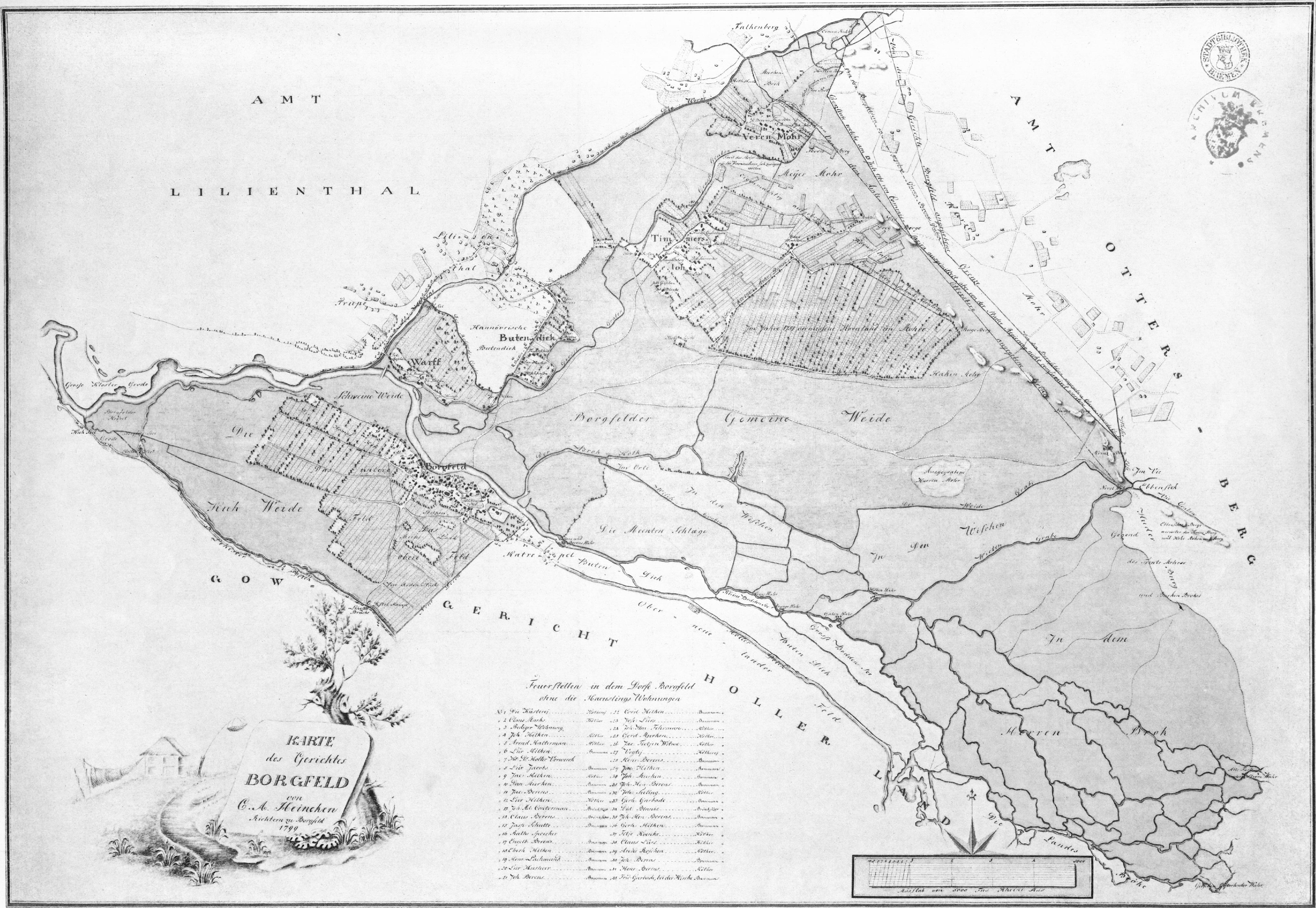
Borgfeld 1799

1812 hatte Borgfeld 659 (andere Quellen 349) Einwohner. Der Bau der Lilienthaler Heerstraße erfolgte 1827. Das Gebiet auf der rechten Wümmeseite gehörte ab 1856 zum Deutschen Zollverein. Um 1881 wurde eine Schule mit vier Klassenräumen gebaut, und 1889 ging die Schule vom Kirchspiel an die Gemeinde über. 1905 wurde die Schule erweitert und auch 1950 bis 1965. 1882 erfolgte der Bau einer hochwasserfreien Überbrückung der Wümmeniederung und 1887 der einer zweiten Wümmebrücke in Richtung Butendiek. Mit der Eröffnung der Jan-Reiners-Bahn, der Kleinbahnstrecke Bremen und Tarmstedt, erhielt Borgfeld 1899 einen Bahnhof.
Im Rahmen der Erweiterung der Hafen- und Verkehrsanlagen in Bremerhaven fand 1904/05 erneut ein Gebietsaustausch zwischen Bremen und Preußen statt. 595 Hektar Borgfelder und Oberneulander Wiesenland kamen zur preußischen Gemeinde Fischerhude.

### 1900 bis 1995
1905 hatte Borgfeld 948 Einwohner. 1927 bildete sich die Freiwillige Feuerwehr. 1933/34 wurden in der Katrepler Siedlung 30 Nebenerwerbssiedlungen gebaut. 1933 zog Wilhelm Kaisen, 1928–1933 Senator und 1945–1965 Bürgermeister von Bremen, in diese Siedlung ein. Hier lebte er bis zu seinem Tod 1979. Heute befindet sich hier die Dokumentationsstätte Wilhelm Kaisen.
Die Butendieker Siedlung wurde 1941 bei einem großen Deichbruch überschwemmt. 1943 fanden Bombenangriffe auf das Wümmegebiet statt. Am 26. April 1945 wurden die Wümmebrücken von der deutschen Wehrmacht gesprengt.
1945 fand die Eingemeindung der Landgemeinde Borgfeld nach Bremen statt. Das Ortsamt wurde 1946 gebildet. 1950 zog Louis Ferdinand Prinz von Preußen, ein Enkel Kaiser Wilhelms II., nach Borgfeld und bewohnte den Wümmehof. Die Wümmebrücke nach Butendiek entstand 1952. 1956 wurde die Jan-Reiners-Bahn stillgelegt.
1960 hatte Borgfeld 3663 Einwohner. Von 1950 bis 1965 wurde die Schule abschnittsweise um 10 Klassenräume erweitert und eine Aula und die Turnhalle angefügt. 1981 hatte sie 265 Schüler. 1981 fand die Einweihung der Umgehungsstraße Borgfelder Allee statt. Das Naturschutzgebiet Borgfelder Wümmewiesen wurde 1987 festgelegt. 

### Seit 1995
Im Jahr 1996 hat die große Koalition bestehend aus CDU und SPD das Wohnungsbauprojekt Borgfeld beschlossen. Mit diesem Wohnungsbauprojekt sollten bis 2006 ca. 1.250 Wohneinheiten entstehen. Das Projekt gliederte sich in vier Unterprojekte. 
1. Ortsmitte: Um die Attraktivität des Borgfelder Ortskerns zu verbessern, wurde 1999 mit einer umfassenden Sanierung begonnen.
2. Neubaugebiet Borgfeld-Ost: Ca. 420 Wohneinheiten als frei stehende Einfamilien- und Doppelhäusern entstanden zwischen 1999 und 2003.
3. Neubaugebiet Borgfeld-West: 2001 konnte mit dem umstrittenen Neubaugebiet Borgfeld-West begonnen werden. Bis 2017 sind hier ca. 840 Wohneinheiten entstanden.
4. Baugebiet Rethfeldsfleet: Ca. 30 weitere Wohneinheiten könnten im hinteren Teil des Rethfeldsfleet entstehen.

Mit Abschluss der Bauarbeiten war eine Einwohnersteigerung von 4.000 auf 6.000 Einwohner erwartet worden. Um die entstehenden Bedarfe decken zu können, wurde eine zweite Grundschule inkl. Kindergarten im Multifunktionsgebäude gebaut, ein Multifunktionsgebäude als Jugendfreizeitheim, eine Multifunktionssporthalle und ein Gemeinschaftsgebäude, welches seither als Kindergarten Borgfeld-Ost versorgt.
Um die steigenden Verkehrsbedürfnisse befriedigen zu können, wurde die Straßenbahnlinie 4 von Horn-Lehe bis Borgfeld 2002 verlängert und das Baugebiet Borgfeld-Ost für einen Busverkehr ausgelegt. Die weitere Verlängerung nach und durch Lilienthal erfolgte bis August 2014.

## Politik und Verwaltung

Das Wappen von Borgfeld

### Beirat
Der Beirat Borgfeld tagt regelmäßig und in der Regel öffentlich im Ortsamt oder in anderen Einrichtungen wie z. B. Schulen. Der Beirat setzt sich aus den auf Stadtteilebene gewählten Vertretern der politischen Parteien oder Einzelkandidaten zusammen, in Borgfeld umfasst der Beirat 13 Mitglieder. Die Beiratswahlen finden alle vier Jahre statt, zeitgleich mit den Wahlen zur Bremischen Bürgerschaft. Der Beirat diskutiert über alle Belange des Stadtteils, die von öffentlichem Interesse sind, und fasst hierzu Beschlüsse, die an die Verwaltung, die Landesregierung und die Stadtbürgerschaft weitergeleitet werden. Für seine Arbeit bildet er Fachausschüsse. Dem Beirat stehen für stadtteilbezogene Maßnahmen eigene Haushaltsmittel zur Verfügung.
Beiratssprecher ist Jörn Broeksmid (CDU). Sein Stellvertreter ist Jannis Fricke (CDU).

### Ortsamt
Das Ortsamt Borgfeld ist seit 1946 eine örtliche Verwaltungsbehörde. Es unterstützt den Beirat bei seiner politischen Arbeit. Es soll bei allen örtlichen Aufgaben, die von öffentlichen Interesse sind, mitwirken. Es wird von einem vom Beirat vorgeschlagenen und vom Senat bestätigten ehrenamtlichen Ortsamtsleiter geführt.
Ortsamtsleiter ist seit 2019 Karl–Heinz Bramsiepe.

### Vertretung in der Bremischen Bürgerschaft
Zur 21. Wahlperiode ist kein Borgfelder Kandidat in die Bremische Bürgerschaft eingezogen, eine direkte Stimme Borgfelds existiert damit dort nicht.

## Kultur und Sehenswürdigkeiten

### Bauwerke
- Ev. romanische und gotische Kirche in Borgfeld wurde 1281 oder 1384 in der Zeit zum ersten Mal erwähnt. Im Dreißigjährigen Krieg wurde die Kirche stark beschädigt. 1640 musste der Kirchturm im gotischen Stil neu errichtet werden. 1732 wurde der Fachwerkturm durch einen Ziegelbau ersetzt und das Kirchenschiff um mehr als die Hälfte verlängert. In der Kirche wurde die alte Kanzel der St.-Pauli-Kirche, die im Zweiten Weltkrieg zerstört wurde, angebracht.
- Wikingborg, Haus Parchmann von 1962, Katrepeler Landstraße 51, ist ein bemerkenswertes Haus nach einem Entwurf von Eberhard Gildemeister.
- In der Siedlerstelle mit Wohnhaus und Scheune, Rethfeldsfleet Nr. 9, wohnte von 1934 bis 1979 der frühere Präsident des Senats Wilhelm Kaisen und seine Frau Helene Kaisen. Hier empfing er auch Staatsgäste, Politiker und Künstler. Die ehemalige Scheune dient als Dokumentationsstätte und zeigt das Leben der Kaisens. Im Wohnhaus sind heute behinderte Kinder untergebracht.
- Wilhelm und Helene Kaisen-Stiftung, früheres Wohnhaus der Familie Kaisen, Rethfeldsfleet 9

### Denkmale, Kunst
- Die Kaisenbüste aus Bronze zum Gedenken an Wilhelm Kaisen wurde von Christa Baumgärtel hergestellt und steht am Eingang zum Ratsspiekerpark
- Ehrenmal für die Gefallenen des Ersten Weltkrieges

### Naturschutzgebiete

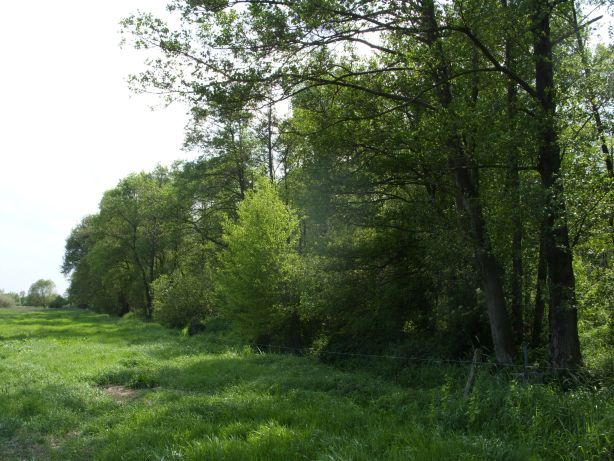
Sodenstich

- Das Naturschutzgebiet Borgfelder Wümmewiesen von 1987 ist mit 677 Hektar das größte Naturschutzgebiet in Bremen. Träger dieses Gebiets mit gesamtstaatlich repräsentativer Bedeutung ist der WWF Deutschland.
- Das 148,5 Hektar große Naturschutzgebiet Untere Wümme in  Blockland Borgfeld und Horn-Lehe steht seit 1991 unter Schutz und wird von der Stiftung NordWest Natur betreut
- Der  3,9 Hektar großes Sodenstich ist seit 1939 ein Naturschutzgebiet nordöstlich von Borgfeld, betreut durch die Stadt.
- Im Osten an der Landesgrenze beginnt das Naturschutzgebiet Fischerhuder Wümmeniederung mit dem Landkreis Verden als Träger.

### Medien
In Borgfeld erscheint von Montag bis Sonnabend die Wümme-Zeitung als Regionalausgabe des Weser-Kurier. Am Montag und Donnerstag erhalten die Abonnenten des Weser-Kurier in Borgfeld zusätzlich den Stadtteil-Kurier Nordost, der alle Informationen über Schwachhausen, Oberneuland und Horn enthält.

## Öffentliche Einrichtungen

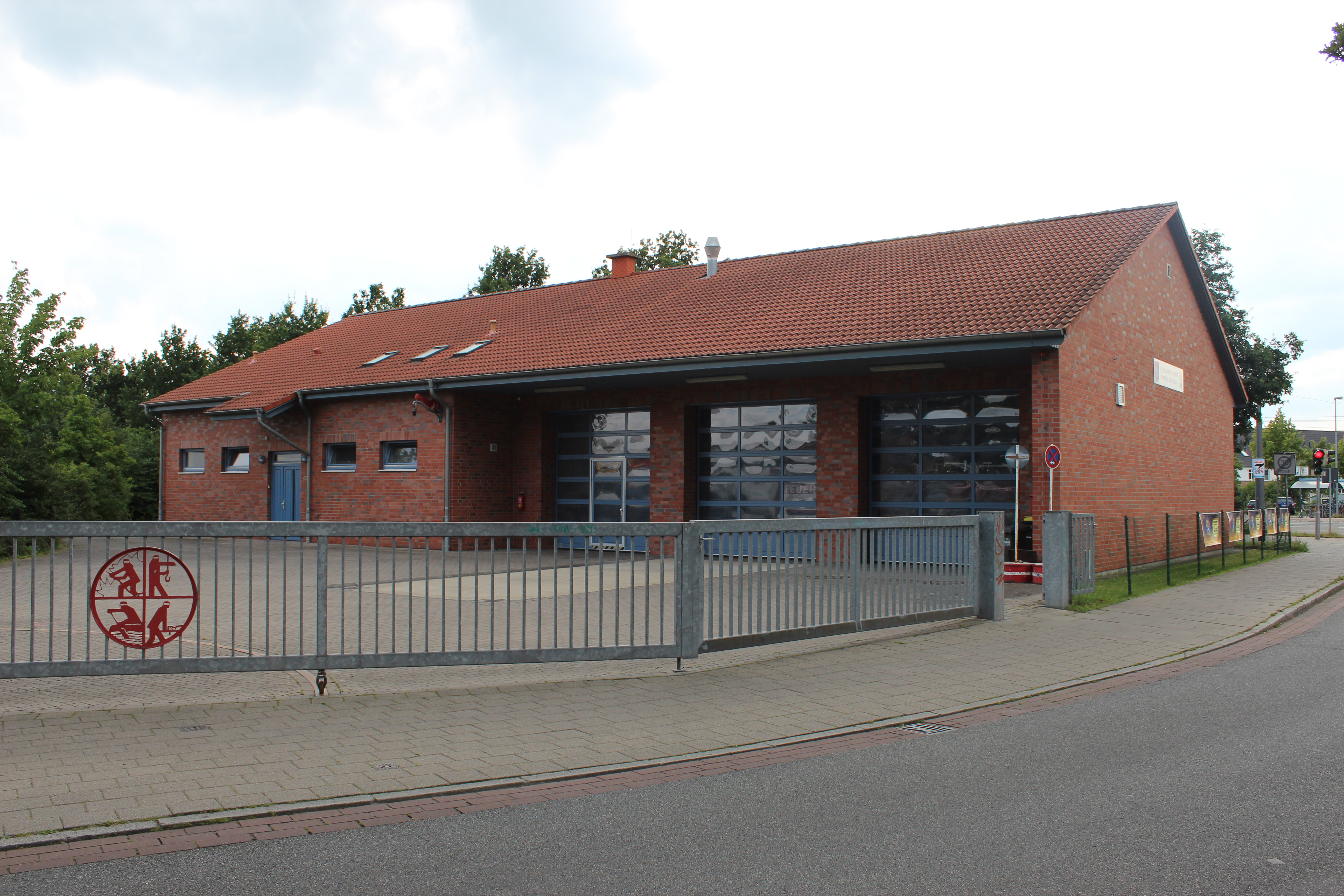
Freiwillige Feuerwehr Borgfeld

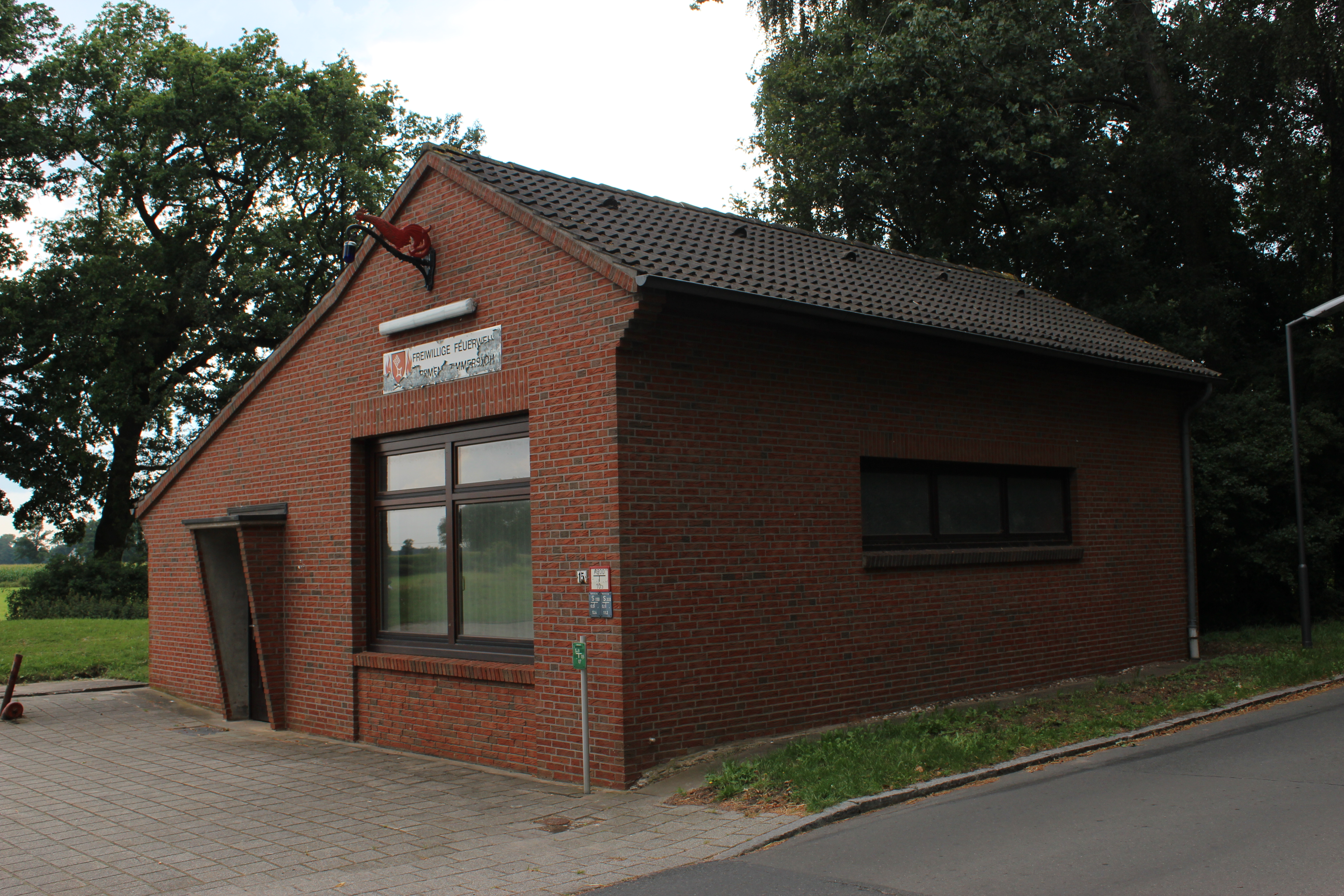
Freiwillige Feuerwehr Timmersloh

### Allgemein
- Ortsamt Borgfeld
- Polizeistation Borgfeld des Polizeireviers Horn
- Freiwillige Feuerwehr Bremen-Borgfeld, Hamfhofsweg
- Freiwillige Feuerwehr Bremen-Timmersloh, Timmersloher Landstraße
- Bürgerverein Borgfeld mit dem Heimatarchiv beim Ortsamt

### Schulen in Borgfeld
- Die erste Schule in Borgfeld gab es schon um 1500. Damals unterrichtete noch der Küster die Kinder. Das heutige Schulgebäude wurde 1881 errichtet. Von 1950 bis 2003 folgten die modernen Anbauten.
- 2002 entstand in Borgfeld die Schule am Borgfelder Saatland als zweite Grundschule.

### Soziales
- Ca. 5 Kindergärten
- Stiftungsdorf Borgfeld der Bremer Heimstiftung, Daniel-Jacobs-Allee 1
- Kinder- und Jugendfarm der Hans-Wendt-Stiftung
- Chöre Junges Ensemble und Chorgemeinschaft Borgfeld
- Pfadfinder-Gruppe, Stamm Kopernikus
- Bürgerinitiative Borgfelder Forum

### Kirche
- Evangelische Kirchengemeinde Bremen-Borgfeld

### Sport
- Borgfelder Schützengilde von 1957
- Borgfelder Tennis Club
- SC Borgfeld
- TSV Borgfeld
- Yacht-Club-Hansestadt-Bremen
- Tanzschule Picasso Bremen Borgfeld

## Wirtschaft und Verkehr

### Wirtschaft
Borgfeld wurde einst von der Landwirtschaft geprägt. Auch heute werden noch große Gebiete landwirtschaftlich genutzt. Durch die ständigen Ausweitungen der Baugebiete hat sich jedoch Borgfeld erheblich zum Wohnstandort des gehobenen Bedarfs gewandelt.
Borgfeld zählt zu den wohlhabenden Bremer Stadtteilen. Das durchschnittliche Einkommen beträgt hier etwa 58.600 Euro jährlich.
Ein Wochenmarkt besteht am Platz zur Linde.

### Verkehr

#### Rückblick
Von 1900 bis 1956 verkehrte die Jan-Reiners-Kleinbahn auf einer Schmalspurstrecke vom Bremer Parkbahnhof (heute Stadthalle) über Horn-Lehe und Borgfeld nach Tarmstedt. Auf dem bremenseitigen Wümmedeich ist noch ein Gebäude der Haltestelle Borgfeld erhalten. 
Seit 2002 ist Borgfeld mit der Bremer Innenstadt durch eine Straßenbahnlinie verbunden. Die prognostizierte Einwohnersteigerung von 4.000 auf 6.000 Einwohner wurde bereits im Jahr 2003 überschritten. Die Fehlprognose von ca. 3.000 führte zu einer Unterdimensionierung der Hauptverkehrsstraßeninfrastruktur, zur Folge ist das Straßensystem im Bereich Borgfeld zu Hauptverkehrszeiten überlastet.

#### ÖPNV
Folgende Straßenbahn- und Buslinien der Bremer Straßenbahn AG (BSAG) durchqueren Borgfeld:
- Straßenbahnlinie 4 und 4S: Arsten – Zentrum – Horn-Lehe – Borgfeld – Lilienthal – Falkenberg
- Buslinie 31: Borgfeld-Ost – Horn – Universität – Oberneuland/Nedderland

Folgende Buslinien der evb durchqueren Borgfeld:
- Buslinie 630: Zeven – Tarmstedt – Grasberg – Lilienthal – Borgfeld – Bremen-Hauptbahnhof
- Buslinie 668: Osterholz-Scharmbeck – Lilienthal – Borgfeld
- Buslinie 670: Osterholz-Scharmbeck – Worpswede – Lilienthal – Borgfeld – Bremen-Hauptbahnhof

#### Straßen
Borgfeld ist zu erreichen
- über die Autobahn A 27, Anschlussstelle Horn-Lehe/Universität,
- von Bremen-Mitte und Schwachhausen über den Dobbenweg, die Schwachhauser Heerstraße und durch Horn-Lehe,
- von Oberneuland über die Rockwinkler- bzw. Oberneulander Heerstraße und die Straße Am Lehester Deich.

#### Rad- und Wanderwege
Zahlreiche Wege führen in Borgfeld u. a.
- über den Jan-Reiners-Wanderweg zur Wümme nach Horn-Lehe bzw. nach Lilienthal,
- über den Kuhgrabenweg vorbei am Kuhgrabensee zur Universität Bremen und nach Horn-Lehe,
- über den Truper Deich und den Lehester Deich zur Wümme und zum Wümme-Radweg,
- über die Katrepeler Landstraße zum Hollerdeich über den Wümme-Radweg nach Ottersberg und zum Hexenberg bis nach Grasberg,
- über die Katrepeler Landstraße zum Hollerdeich und zum Aumundsdamm nach Oberneuland,
- über die Borgfelder Landstraße, Am Großen Moordamm zum Hexenberg bis nach Grasberg
- über den Kuhgrabenweg auf dem Radfernweg Hamburg-Bremen über Borgfeld und den Wümme-Wiesen nach Fischerhude.

## Persönlichkeiten
In alphabetischer Reihenfolge 
- Johann Brand (1563–1615), Erbrichter in Borgfeld, 1611 Bürgermeister von Bremen (Johann-Brand-Weg)
- Julian Brandt (* 1996), Fußballprofi
- Otto Carlsson (1919–2005), Richter und Politiker (CDU), war Mitglied im Ortsbeirat Borgfeld
- Hermann Cordes (1931–2014), Botaniker, Hochschullehrer und Naturschutz-Aktivist.
- Helmut Donat (* 1947), Autor und Verleger
- Dieter Focke (* 1955), von 1983 bis 1987 und von 1990 bis 2011 Mitglied der Bremischen Bürgerschaft (CDU)
- Karin Garling (* 1959), von 2003 bis 2007 und 2010 bis 2012 Mitglied der Bremischen Bürgerschaft (SPD), war Mitglied im Beirat
- Marianne Hänecke (1930–2017), von 1963 bis 1987 Mitglied der Bremischen Bürgerschaft (CDU)
- Daniel Jacobs (1839–1908), Landwirt, war viele Jahre in der Gemeindevertretung und im Kirchenvorstand (Daniel-Jacobs-Allee).
- Johann Jacobs (1869–1958), Kaufmann und Gründer der Kaffeerösterei Jacobs in Bremen, geboren und aufgewachsen in Borgfeld
- Walther J. Jacobs (1907–1998), Kaffeekaufmann und Pferdezüchter, Neffe von Johann Jacobs, geboren und aufgewachsen in Borgfeld
- Wilhelm Kaisen (1887–1979), Bremens erster und großer Nachkriegsbürgermeister, wohnte seit 1933 am Reethfeldsfleet. Er hatte hier eine kleine Siedlerstelle, die er bis zu seinem Tod 1979 bewirtschaftete.
- Helene Kaisen (1889–1973) war die Ehefrau von Wilhelm Kaisen
- Michael Keller (* 1971), von 2019 bis 2023 Mitglied der Bremischen Bürgerschaft (CDU)
- Ingeborg Menze, geb. Kaisen (1930–1991), Kommunalpolitikerin (SPD), (Ingeborg Menze-Weg)
- Johannes Mohrmann (1889–1967), von 1921 bis 1959 Pastor in Borgfeld (Hans-Mohrmann-Straße)
- Helene Noltenius (1875–1966), wohnte mit ihrem Mann Eberhard Noltenius im Brandenhof; sie war aktiv im Borgfelder Frauenverein (Helene-Noltenius-Weg).
- Gabriela Piontkowski (* 1968), von 2011 bis 2015 Mitglied der Bremischen Bürgerschaft (CDU)
- Seit 1947 wohnten Nachkommen des letzten deutschen Kaisers Wilhelm II. (Deutsches Reich) in Bremen und ab 1950 auf dem Wümmehof in Borgfeld u. a.
  - Louis Ferdinand Prinz von Preußen (1907–1994), seit 1951 Chef des Hauses Hohenzollern (Preußen),
  - Kira Kirillowna Romanowa (1909–1967), die Ehefrau von Louis Ferdinand von Preußen,
  - sowie deren Kinder und Enkelkinder; der Wümmehof wurde 2013/14 verkauft.
- Harm Schleper war von 1670 bis 1708 Vogt in Borgfeld (Harm-Schleper-Weg); die Familie hatte bis 1877 dieses Amt.
- Heinz Schulz (1914–2000), von 1975 bis 1986 Ortsamtsleiter (Heinz-Schulz-Weg)
- Karl Heinz Schwebel (1911–1992), Historiker und von 1957 bis 1975 Direktor des Staatsarchivs Bremen
- Johann Wischhusen (1896–1969), von 1945 bis 1969 Ortsamtsleiter (Johann-Wischhusen-Weg).